# Jens Villemoes
Jens Villemoes (28. september 1880 i Ulfborg – 25. juli 1956 i Hellerup) var en dansk politiker, minister og erhvervsmand.
Han var født i Ulfborg. Efter eksamen kom han i handelslære i Ringkøbing og Lemvig og arbejdede derefter ved handel i Tyskland og England. Han grundlagde i 1907 sit eget firma i Esbjerg. Herefter oprettede han i 1910 et dampskibsrederi, i 1920 en kulforretning og 1920-1928 tre teglværker og en tømmerhandel.
I 1920-1929 var han medlem af Esbjerg byråd og 1928-1953 medlem af Landstinget. Han blev handelsminister i Regeringen Knud Kristensen 1945-1947, hvilket var et særdeles vanskeligt tidspunkt, da handels- og valutabalancen udviklede sig stærkt negativt. Han måtte derfor forvalte reguleringer, der grundlæggende var i modstrid med hans liberale samfundssyn. I 1947 måtte han se væsentlige opgaver overgå til et nyt forsyningsministerium under Axel Christian Kristensen.